# Roanoke (Teksas)
Roanoke – miasto w Stanach Zjednoczonych, w stanie Teksas, w hrabstwie Denton, leżące na przedmieściach Dallas.
Pierwsi osadnicy sprowadzili się na ten obszar w 1847 roku. Jeden z geodetów kolejowych na początku lat osiemdziesiątych XIX wieku nadał osadzie obecną nazwę na cześć swojego rodzinnego miasta, Roanoke w Wirginii. Prawa miejskie uzyskało w 1933 roku.

## Demografia
Według przeprowadzonego przez United States Census Bureau spisu powszechnego w 2010 roku miasto liczyło 5 962 mieszkańców. Natomiast skład etniczny w mieście wyglądał następująco: Biali 84,8%, Afroamerykanie 3,4%, Azjaci 2,6%, pozostali 9,2%.